# Abubakari II
Abubakari II foi um mansa do Império do Mali, o sucessor de seu irmão, o mansa Mohammed ibn Gao, e o último da linhagem de Kolonkan.

## Biografia
Seu nome de nascimento era Bata Manding Bory, foi coroado Mansa com o nome de Abubakari II em 1310. Continuou a tradição de paz que caracterizou a Gao e a Mohammed ibn Gao, mas se interessou pelo mar ocidental. O rei entrevistou construtores de barcos do Egito e de cidades mediterrâneas, e decidiu construir barcos na costa do Senegal.

## Suposta viagem a América
Segundo um relato registado por Al-Umari - historiador árabe (1300 - 1384)-, Mansa Musa, que durante o reinado de Abubakari II era o kankoro-sigui (vizir), contava que o Mali enviou duas expedições ao Atlântico: A preparação para a viagem incluiu carpinteiros, ferreiros, marinheiros, mercadores, ceramistas, joalheiros, magos, adivinhos, pensadores, e soldados de todos os ramos da milícia mandinga. Cada barco tinha uma reservas de comida para dois anos: alimentos secos, grãos, frutas preservadas em jarras de cerâmica, e ouro para fazer negócios. Em 1310 saiu um grupo de 400 navios ao comando de um único capitão, dos que só regressou um: o resto afundou-se durante uma tormenta.
Abubakari deixou  Musa como regente do império e saiu em 1311, baixando pelo rio Senegal, com uma segunda expedição à frente de 4000 canoas equipadas com remos e velas. Os barcos comunicavam-se por meio de tambores e todas as comunicações se coordenavam com o navio capitão. Nem o imperador nem os barcos jamais voltaram a Mali. Os historiadores e os cientistas modernos são céticos sobre a viagem, mas o relato destes acontecimentos se conservam em expedientes escritos do norte de África e na oralidade dos djelis de Mali.